# 아이제이아 워싱턴
아이제이아 워싱턴(Isaiah Washington, 1963년 8월 3일 ~ )은 미국의 배우, 영화 제작자이다.

## 출연 작품

### 영화
- Strapped (1993)
- 스톤월 (1995)
- 클라커즈 (1995)
- 데드 프레지던트 (1995)
- 걸 식스 (1996)
- 버스를 타라 (1996)
- 러브 존스 (1997, love jones)
- 미스터 앤 미시즈 러빙 (1996, Mr. and Mrs. Loving)
- 두번째 인생 (1998, Always Outnumbered)
- 불워스 (1998)
- 표적 (1998)
- 트루 크라임 (1999)
- A Texas Funeral (1999)
- 로미오 머스트 다이 (2000)
- Kin (2000)
- 엑시트 운즈 (2001)
- 후드 렛 (2001, Tara)
- 고스트 쉽 (2002)
- 웰컴 투 콜린우드 (2002)
- 호미사이드 (2003)
- 걸스 라이프 (2003, This Girl's Life)
- 와일드 씽 2 (2004, Wild Things 2)
- 데드 버드 (2004)
- 아마츄어들 (2005, The Amateurs)
- The Least of These (2008)
- 허리케인 시즌 (2009, Hurricane Season)
- Area Q (2010)
- 블루 카프리스 (2013, Blue Caprice)
- Go for Sisters (2013)
- 케이트 맥콜 (2013)
- Not 4 Sale (2013)
- They Die by Dawn (2013)
- Blackbird (2014)
- The Sin Seer (2015)
- 컷 스로트 시티 (2020)

### 텔레비전
- 로앤오더 (1991)
- 뉴욕경찰 24시 (1995)
- Living Single (1996)
- 앨리 맥빌 (1998)
- 천사의 손길 (2001)
- 그레이 아나토미 (2005-14)
- 특수범죄 전담반 (2011)
- 원 헌드레드 (2014-18)
- 블루 블러드 (2017)
- 불 (2017)